# Sceloporus pyrocephalus
Sceloporus pyrocephalus (руда колюча ігуана) — вид ігуаноподібних ящірок родини фриносомових (Phrynosomatidae). Ендемік Мексики. 

## Поширення і екологія
Руді колючі ігуани поширені від південно-західного узбережжя Халіско і Коліми до Мічоакана, Герреро, південного заходу Мехіко і півдня Морелоса. Вони живуть в сухих тропічних лісах і чагарникових заростях, серед скель та на берегах струмків. Відкладають яйця.